# Kiss (album)
Kiss je debitantski studijski album američkog hard rock sastava Kiss.

## Popis pjesama
1. "Strutter" - 3:10
2. "Nothin' to Lose" - 3:27
3. "Firehouse" - 3:17
4. "Cold Gin" - 4:22
5. "Let Me Know" - 2:58
6. "Kissin' Time" - 3:52
7. "Deuce" - 3:06
8. "Love Them From Kiss" - 2:24
9. "100,000 years" - 3:22
10. "Black Diamond" - 5:13